# Szentjakab megállóhely
Szentjakab megállóhely (korábban Tölgyes) egy HÉV-megállóhely Mogyoród településen, a MÁV-HÉV Helyiérdekű Vasút Zrt. (MÁV-HÉV) üzemeltetésében. Szentjakab-parkfalu településrész déli széle mellett helyezkedik el, közúti elérését csak önkormányzati utak biztosítják.

## Forgalom
| Járat | Útvonal | Gyakoriság       |
| ----- | --- | ---------------- |
|       | Örs vezér tere – Rákosfalva – Nagyicce – Sashalom – Mátyásföld, repülőtér – Mátyásföld, Imre utca – Mátyásföld alsó – Cinkota – Ilonatelep – Kistarcsa, kórház – Kistarcsa – Zsófialiget – Kerepes – Szilasliget – Mogyoród – Szentjakab – Gödöllő, Erzsébet park – Gödöllő, Szabadság tér – Gödöllő, Palotakert – Gödöllő | 10-60 percenként |